# کجاوند
کجاوند (به لاتین: Kəcavənd) یک منطقه مسکونی در جمهوری آذربایجان است که در شهرستان تووز واقع شده است.